# Lazy Ways
Lazy Ways is een single van 10cc. Het is afkomstig van hun vierde album How Dare You!.
De zanger is beneveld (Hazy days) van de liefde en wil de hele dag zijn beminde in bed (You’ll never get up if you don’t get up) liefhebben (Give me your body). DeB-kant werd gevormd door How Dare You, een instrumentaal nummer.
Lazy Ways was weinig succesvol; het haalde de Nederlandse hitparades niet.

## Musici
- Eric Stewart – zang, gitaar, zessnaren bas
- Graham Gouldman – akoestische gitaar, tamboerijn, achtergrondzang
- Lol Creme – clavinet, moog, tamboerijn, achtergrondzang
- Kevin Godley – slagwerk, triangel, achtergrondzang.

Graham Gouldman · Eric Stewart · Kevin Godley · Lol Creme

Paul Burgess · Rick Fenn · Stuart Tosh · Duncan Mackay · Tony O'Malley